# サーチライト (秋山黄色の曲)
「サーチライト」は、秋山黄色の7作目の配信限定シングル。エピックレコードジャパンから2020年11月13日に配信リリースされた。

## 概要
- 前作『夕暮れに映して』から約1年3ヶ月振りのリリース。
- 表題曲「サーチライト」は、テレビ朝日系土曜ナイトドラマ『先生を消す方程式。』の主題歌である[1]。
- 同ドラマへの楽曲提供について秋山は、「そのあまりに強烈な物語に触発されストレートを選びました。心を丸ごと投げて逃げ去るような曲です」とコメントし、同ドラマの主演を務める俳優の田中圭は、「この不思議なドラマをサーチライトで照らしてくれている感じがとてもしています！心強いです」とコメントしている[1]。
- 2020年12月13日、本曲のミュージック・ビデオが公開された[2]。同ミュージック・ビデオの監督は水溜りボンドのカンタが担当しており、カンタが憧れていたというクリエイティブカンパニー・コエに本人が直接アプローチし、関和亮監督監修、コエの全面協力のもと制作された[2]。
- 2021年1月10日放送のテレビ朝日系『関ジャム 完全燃SHOW』の企画「売れっ子プロデューサーが選ぶ2020・年間ベスト10」にて、音楽プロデューサー・いしわたり淳治の10位に本曲がランクイン[3]。本曲に関していしわたりは、「自転車に似合う音楽」として紹介し、「シンプルなロックはやはり気持ちが良いもので、こういう青い風の中を前だけ見て駆け抜けるような音楽はいつどんな時代であっても必要な気がする。」とコメントした[3]。

## 収録曲
1. サーチライト
作詞・作曲・編曲：秋山黄色
  - テレビ朝日系土曜ナイトドラマ『先生を消す方程式。』主題歌